# Goldegg
Goldegg osztrák község Salzburg tartomány Sankt Johann im Pongau-i járásában. 2018 januárjában 2533 lakosa volt. 

## Elhelyezkedése

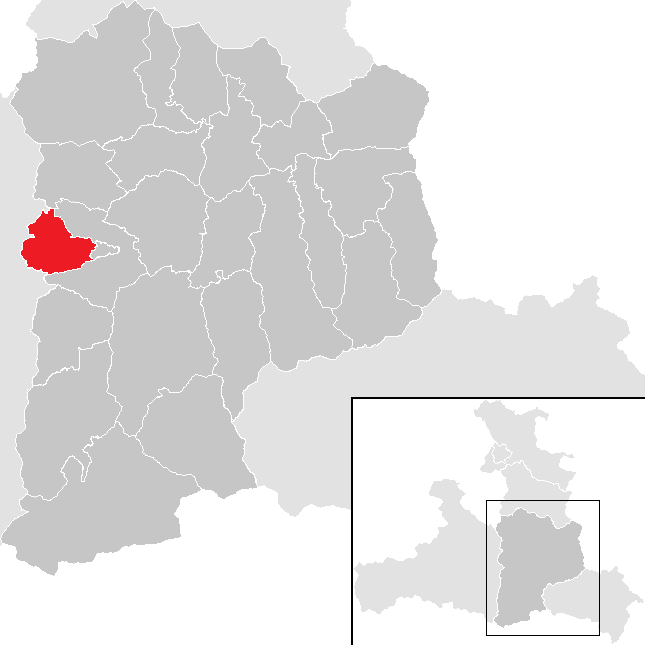
Goldegg a St. Johann im Pongau-i járásban

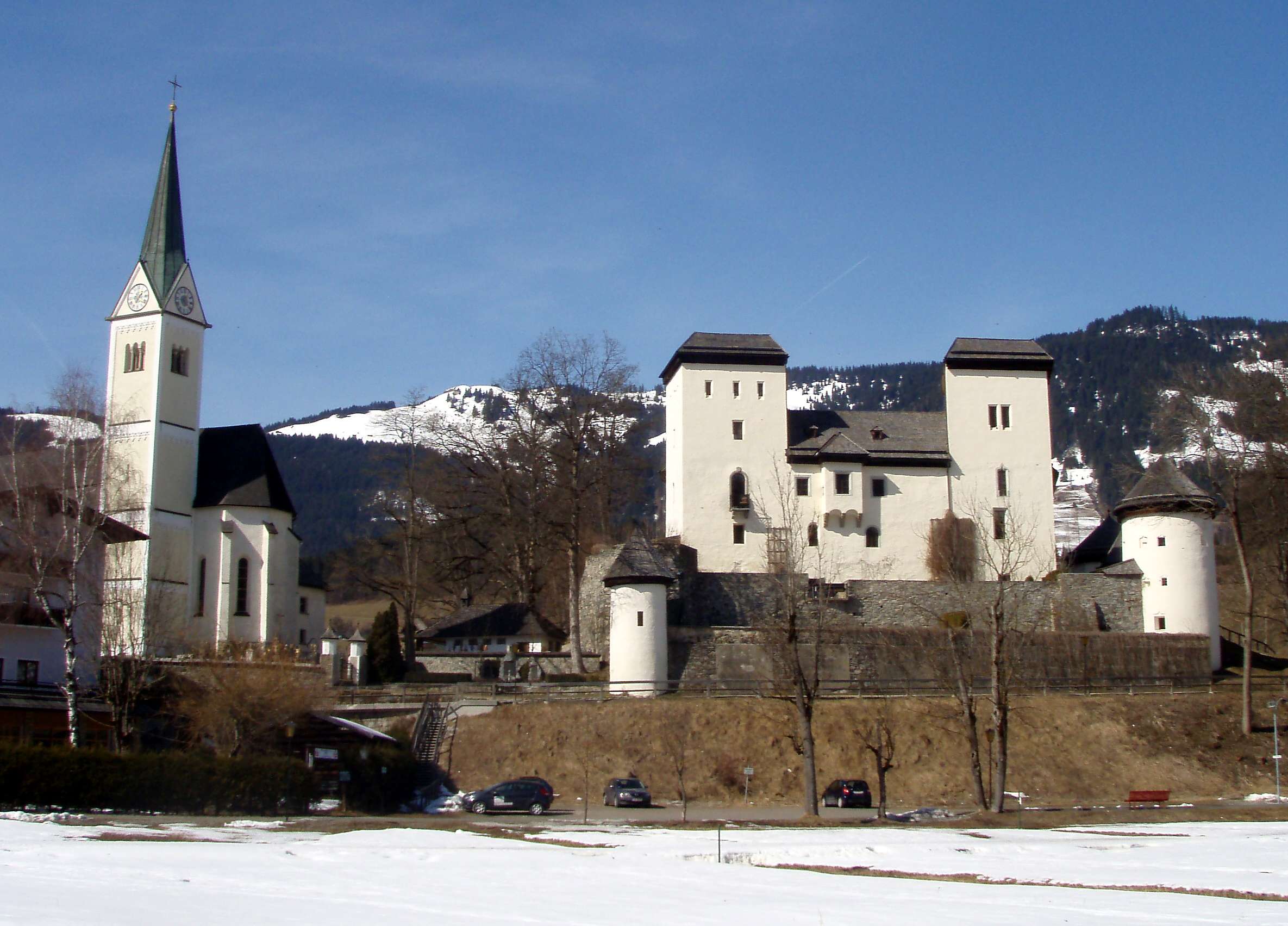
A goldeggi kastély és a Szt. György-templom

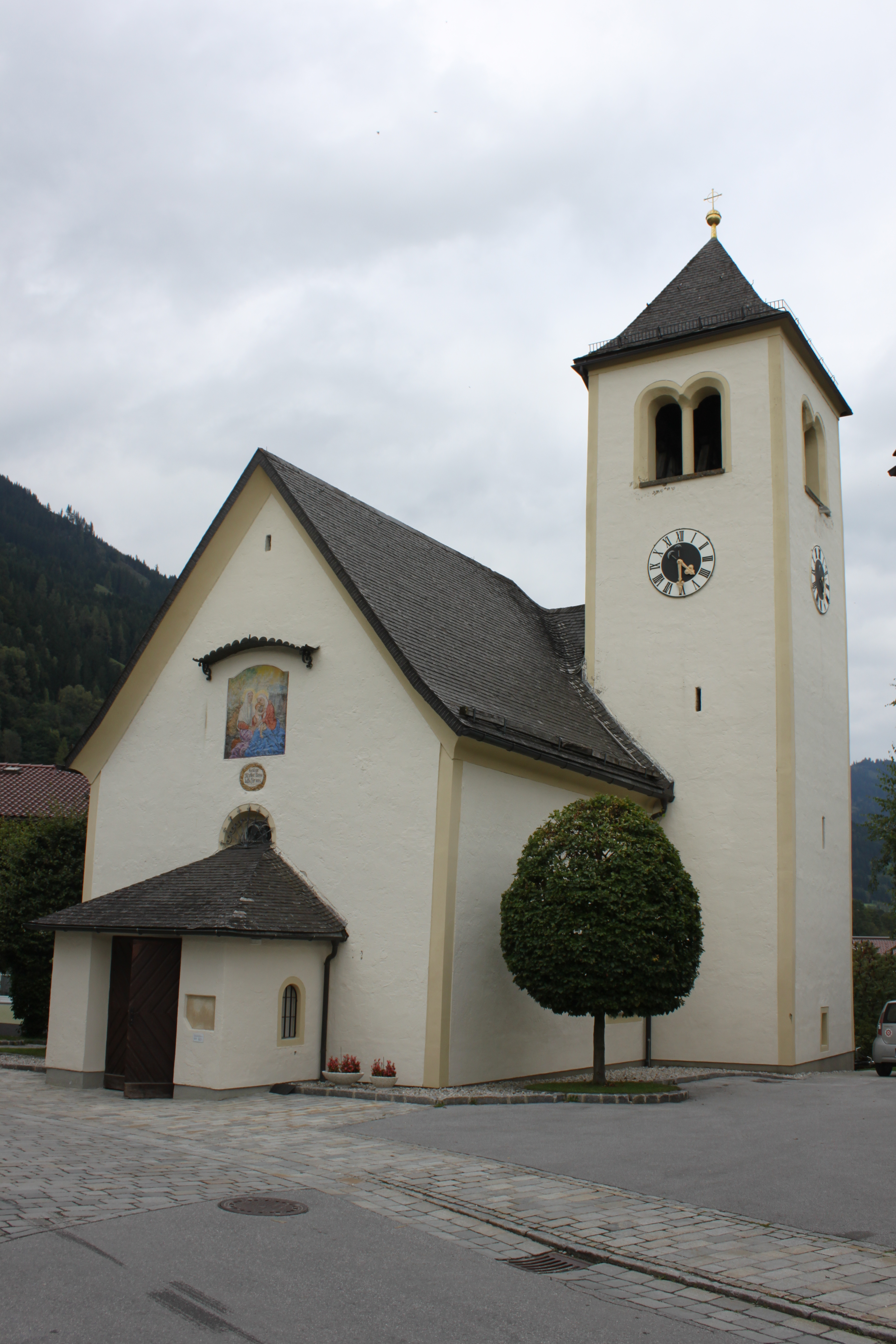
A Szt. Anna-templom

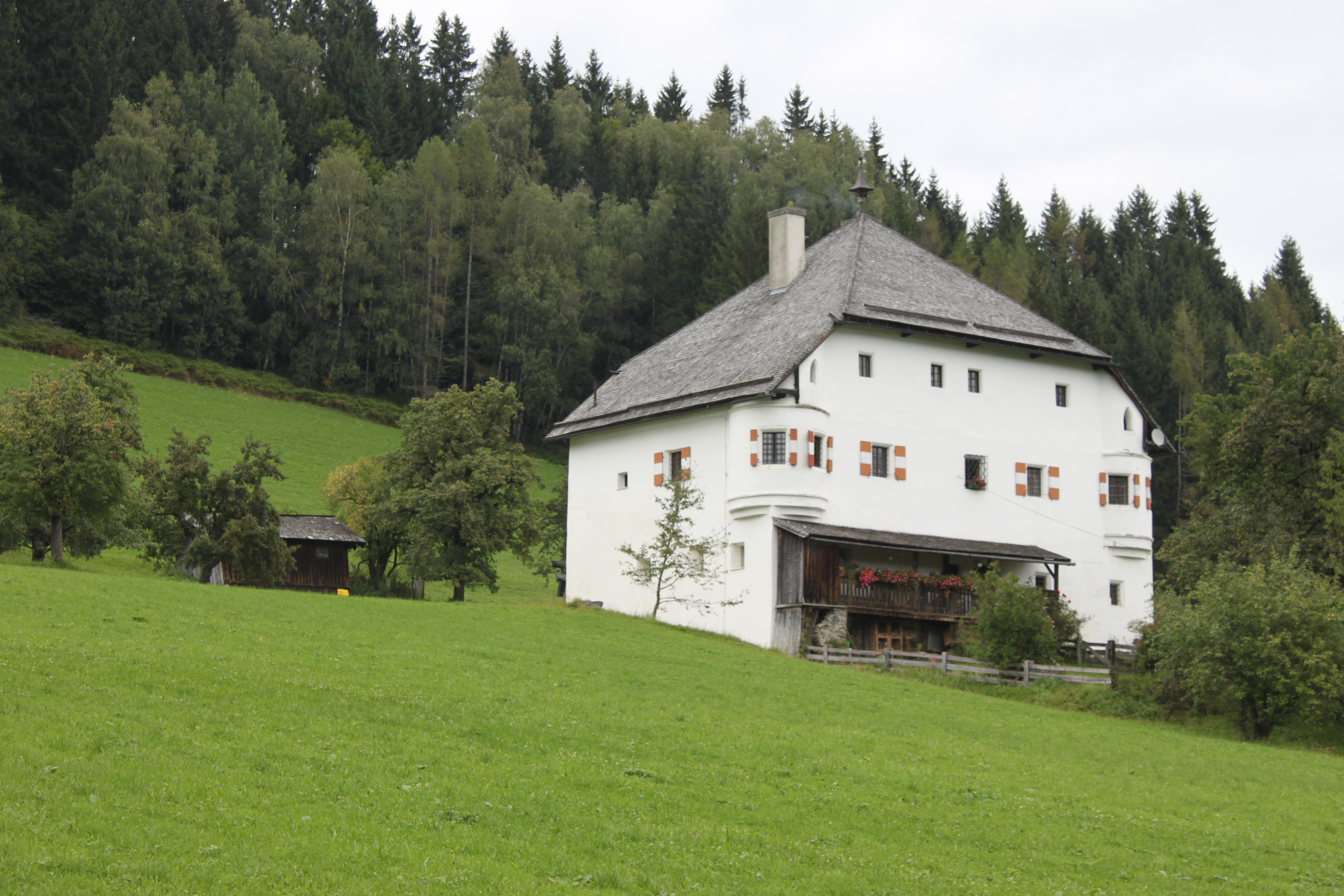
A Judenhof

Goldegg Salzburg tartomány Pongau régiójában fekszik a Salzach folyótól északra, a Goldeggi-tó partján (a tó lefolyása, a Seebach a Salzachba torkollik). Egyéb fontos folyóvize a Wenger Bach, amely északkeleti határát alkotja. Az önkormányzat 12 településrészt, illetve falut egyesít: Altenhof (425 lakos 2018-ban), Boden (97), Buchberg (56), Enkerbichl (71), Hasling (117), Hofmark (489), Maierhof (144), March (308), Mitterstein (49), Oberhof (136), Schattau (189), Weng (452). 
A környező önkormányzatok: északra Mühlbach am Hochkönig, keletre Sankt Veit im Pongau és Schwarzach im Pongau, délnyugatra Lend, nyugatra Taxenbach, északnyugatra Dienten am Hochkönig.

## Története
A Salzach fölötti teraszon már a kelta ambisonti törzsnek is volt egy települése. A jól védhető helyen fekvő falu ellenőrizhette a Salzach völgyét és a dél felé, a Gastein-völgyön át vezető utat. A települést a római időszakban is lakták legalább i.sz. 200-ig. A régészek által talált csorba nyílhegyek és behorpadt pajzsgombok a helyszínen lezajlott ütközetekre utalnak. 
A Goldegg-család befolyásos família volt a salzburgi érsekség területén és azon kívül is. Várukat a 12. század végén építhették, de a 14. században, amikor Bajor Lajos és Szép Frigyes küzdött a trónért, a Lajos oldalán álló Goldeggek erődjét a vele ellenséges salzburgi érsek lerombolta. Végül Lajos győzedelmeskedett és a Goldeggeknek engedélyezték új vár építését, amelyet 1323-ban kezdtek el. A nemzetség 1400-as kihalása után az érsek vette birtokba a várat, amelyet 1463-ban lázadó parasztok egy hétig ostrom alatt tartottak. A 16. században a várat kényelmesebb kastéllyá alakították át. 
Goldegg és Weng községi önkormányzata 1850-ben alakult meg; a két község 1938-ban egyesült. 
A második világháború idején a nemzetiszocialista rezsimmel szembeni ellenállók és dezertőrök kisebb csoportja a Goldegg közeli hegyekben rejtőzött. A Gestapo több ízben próbálta elfogni őket, végül a halleini SS-zászlóalj segítségével jártak sikerrel. A foglyok egy részét kivégezték, a többieket koncentrációs táborba zárták.  

## Lakosság
A goldeggi önkormányzat területén 2017 januárjában 2533 fő élt. A lakosságszám 1961 óta gyarapodó tendenciát mutat. 2016-ban a helybeliek 93,1%-a volt osztrák állampolgár; a külföldiek közül 3,8% a régi (2004 előtti), 0,8% az új EU-tagállamokból érkezett. 0,5% a volt Jugoszlávia (Szlovénia és Horvátország nélkül) vagy Törökország, 1,8% egyéb országok polgára. 2001-ben a lakosok 92,2%-a római katolikusnak, 1,3% evangélikusnak, 4,3% pedig felekezet nélkülinek vallotta magát. Ugyanekkor 2 magyar élt a községben. 
A lakosság számának változása:

| 2016 | 2 501 |
| 2018 | 2 533 |

## Látnivalók
- a goldeggi kastély 1973 óta a község tulajdona, kulturális célokat szolgál
- a gótikus Szt. György-plébániatemplom
- a wengi Szt. Anna-templom
- a Judenhof udvarház
- a Goldeggi-tó

## Híres goldeggiek
- Balthasar Kaltner (1844–1918) salzburgi érsek
- Maximilian O’Donell von Tyrconell (1812–1895) Ferenc József szárnysegédje, aki megakadályozta Libényi János császár elleni merényletét

## Fordítás
- Ez a szócikk részben vagy egészben  a   Goldegg című német Wikipédia-szócikk ezen változatának fordításán alapul.  Az eredeti cikk szerkesztőit annak laptörténete sorolja fel. Ez a jelzés csupán a megfogalmazás eredetét és a szerzői jogokat jelzi, nem szolgál a cikkben szereplő információk forrásmegjelöléseként.